# اردک چشم‌طلایی ایسلندی
اردک چشم‌طلایی ایسلندی (انگلیسی: Barrow's goldeneye) یک اردک تبار دریایی است از خانواده مرغابیان. به‌طور متوسط، نرهای بالغ ۱۹٫۲ اینچ (۴۹ سانتی‌متر) طول و ۲٫۱۳ پوند (۹۷۰ گرم) وزن دارند. ماده‌ها معمولاً ۱۷ اینچ (۴۳ سانتی‌متر) طول و ۱٫۳۱ پوند (۵۹۰ گرم) وزن دارند. طول بال‌های این گونه ۲۷٫۶–۲۸٫۷ اینچ (۷۰–۷۳ سانتی‌متر) است. نرهای بالغ دارای سر تیره براق مایل به ارغوانی و دارای هلالی سفید در جلوی صورت هستند. ماده‌های بالغ اکثراً دارای صورت زرد هستند.